# بلژیکی‌ها
بلژیکیها (انگلیسی: Belgians، هلندی: Belgen، فرانسوی: Belges‎، آلمانی: Belgier) شهروندان و اَتباع کشور پادشاهی بلژیک، دولتی فدرال در غرب اروپا هستند.